# Динев, Добри
Добри Динев (болг. Добри Динев; 31 августа 1947, Варна, Болгария — 8 марта 2015, Монреаль, Канада) — болгарский пловец, специалист по плаванию на длинные дистанции. Обладатель шести рекордов, занесённых в Книгу рекордов Гиннесса. Принадлежащие Диневу рекорды 1984 года (100 километров смешанным стилем: по 25 километров баттерфляем, на спине, брассом и кролем за 38 часов 33 минуты) и 1985 года (54,125 километров баттерфляем за сутки) остались непобитыми.
Динев с женой и дочерью оказался участником трагического события 7 ноября 1978 года в Белославе, где перевернулся понтонный мост. Лично спас из холодной воды 43 человека. За этот подвиг награждён орденом «За гражданскую доблесть и заслуги» первой степени.
Удостоен звания почётного гражданина городов Полски-Трымбеш, Варна и Асеновград.
С 1994 года Динев жил в Монреале, занимался иридодиагностикой.